# Callyspongia tubulifera
Callyspongia tubulifera är en svampdjursart som först beskrevs av Lindgren 1897.  Callyspongia tubulifera ingår i släktet Callyspongia och familjen Callyspongiidae.
Artens utbredningsområde är Vietnam. Inga underarter finns listade i Catalogue of Life.